# Brama pauciradiata
 Brama pauciradiata és una espècie de peix de la família dels bràmids i de l'ordre dels perciformes. Poden assolir fins a 8,2 cm de longitud total. Es troba a Austràlia i al Mar del Corall.